# Spyder
SPYDER SR (англ. Surface-to-air Python and Derby Short Range, «Спайдер» SR) — зенитный ракетный комплекс малой дальности, разработанный в Израиле.
Спайдер разработан консорциумом израильских компаний «Rafael» и Israel Aircraft Industries (IAI). Первый вариант системы был продемонстрирован в 2005 г. на Парижском авиасалоне в Ле Бурже.

## Состав комплекса
В состав комплекса входят: пункт разведки и управления (ПРУ), самоходные пусковые установки (СПУ) с четырьмя транспортно-пусковыми контейнерами ЗУР и транспортно-заряжающие машины (ТЗМ).
Элементы ЗРК устанавливаются на шасси автомобиля «Татра» (колёсная формула — 6 × 6 ).
В состав батареи может входить до шести СПУ.
Радиолокационная станция EL/M-2106NG — кругового обзора, трехкоординатная импульсно-доплеровская, диапазон рабочих частот 1-2 Ггц, дальность обнаружения целей — 35 км, количество одновременно сопровождаемых целей — 60, передача команд по радиоканалу.
Используемые ЗУР:
- «Дерби» (дальность поражения целей — до 50 км, высота поражения целей — от 20 м до 16 км[1], активная радиолокационная головка самонаведения, осколочно-фугасная боевая часть);
- «Питон 5» (дальность поражения целей — до 20 км, высота поражения целей — от 20 м до 9 км, инфракрасная головка самонаведения).

## SPYDER MR
Дальнейшим развитием ЗРК SPYDER является  SPYDER MR — зенитный ракетный комплекс средней дальности.

### Состав комплекса
В состав комплекса входят: пункт управления, радиолокационная станция, самоходные пусковые установки с восемью транспортно-пусковыми контейнерами ЗУР и транспортно-заряжающие машины (ТЗМ).
Элементы ЗРК устанавливаются на шасси автомобиля повышенной проходимости (колёсная формула — 8 × 8).
В состав батареи может входить до шести СПУ.

### Тактико-технические характеристики
Используются ЗУР «Дерби» и «Питон-5» имеющими дальность до 35 км и высоты поражаемых целей в диапазоне 20-16 000 метров (за счёт установки стартового двигателя).
Радиолокационная станция MF STAR — кругового обзора, дальность обнаружения целей — 100 км, количество одновременно сопровождаемых целей — 60.

## Эксплуатация
- Азербайджан[3]
- Вьетнам[4]
- Грузия — По некоторым сведениям, одна батарея ЗРК SPYDER SR (6 пусковых установок) была поставлена вооружённым силам Грузии и участвовала в войне в Грузии в 2008 г.[5]
- Индия — в 2008 году Индия заключила контракт на поставку 18 комплексов SPYDER SR[6]
- Сингапур[7]

## Боевое применение
По информации грузинских СМИ, грузинской ПВО с помощью ЗРК «Spyder-SR» удалось уничтожить несколько российских штурмовиков Су-25 в войне в Грузии (2008).
В феврале 2019 года вооруженные силы Индии, с помощью системы Spyder, успешно перехватили и сбили пакистанский разведывательный беспилотник.